# 小泉聡史
小泉 聡史（こいずみ さとし、1982年9月1日 - ）は、日本の実業家、投資家。株式会社E-LINE代表取締役。北海道出身。

## 略歴
1982年、北海道生まれ。2001年、Reynolds High School（数理物理学科）を経て、2005年に北海道大学工学部応用理工系を卒業し、2007年に同大学大学院工学研究科量子理工学系に進学。
2007年、株式会社リクルートに入社。2010年に株式会社E-LINEを創業し、代表取締役に就任。以後、地域特化型のスモールデータを活用したWeb制作・コンサルティング事業で実績を重ねる。
2012年より国分土地建物株式会社代表取締役（2021年に新昭和グループへ売却）、2013年より株式会社ミキハウス代表取締役、2014年より株式会社ネットホームズ代表取締役を歴任し、それぞれの企業で年商10億円以上を達成した。2015年にはコクブホーム取締役、高級老人介護ホーム事業を展開した。2017年以降は全ての経営資源を株式会社E-LINEに集中。2024年よりエンジェル投資家としても活動している。

## 学歴
- 2001年 Reynolds High School（アメリカ）
- 2005年 北海道大学 応用理工系
- 2007年 北海道大学大学院 量子理工学系[2]

## 主な経歴
- 2007年 - 株式会社リクルート 入社
- 2010年 - 株式会社E-LINE 創業・代表取締役[1]
- 2012年 - 国分土地建物株式会社 代表取締役（年商70億円、2021年に新昭和グループへ売却）[4]
- 2013年 - 株式会社ミキハウス 代表取締役（年商20億円）[4]
- 2014年 - 株式会社ネットホームズ 代表取締役（年商13億円）[4]
- 2015年 - コクブホーム 取締役（年商25億円）、高級老人介護ホーム事業運営（年商12億円）[4]
- 2016年 - グループ全体で年商100億円達成[3]
- 2017年 - 4つの会社・2棟の老人ホームを売却し、株式会社E-LINEに資本集中[3]
- 2020年 - 日経「KENJA GLOBAL」出演[3]、読売新聞取材
- 2023年 - キャリア教育副教材『発見たんけん千葉県 10年先のジョブノート』掲載、東京大学熊谷研究室プロジェクト参画[6]
- 2024年 - エンジェル投資家活動開始（日本エンジェル投資家協会会員）、累計投資額1億3,000万円以上[7]

## 人物
- 趣味は読書、ピアノ演奏、プログラミング（Python, Java, PHP, C, R, HTML）、数理パズル。
- 国際IQテストでIQ131（2024年時点）[6]。

## メディア出演・掲載
- Kenja Global[3]
- HUMAN STORY[6]
- The Leader[5]
- Angel Link[7]
- 社長名鑑[4]
- フジテレビ「報道2001」、テレビ朝日「モーニングバード」[3]
- 小学館『週刊ポスト』連載[3]
- ホームズ『マドリーム』掲載[3]
- キャリア教育副教材『発見たんけん千葉県 10年先のジョブノート』[6]

## 社会貢献
- 千葉県内の小中学校で教育CSR活動[6]
- エンジェル投資家協会会員として、起業家支援を行う[7]